# 1698 en musique classique
| \| • Retour à la chronologie générale de la musique classique • \| |
| Grèce • Rome • Haut Moyen Âge • VIIIe siècle • IXe siècle • Xe siècle • XIe siècle XIIe siècle • XIIIe siècle • XIVe siècle • XVe siècle • XVIe siècle • XVIIe siècle XVIIIe siècle • XIXe siècle • XXe siècle • XXIe siècle |
| • Retour à la chronologie générale de la musique classique • |

| Années en musique classique : 1695 - 1696 - 1697 - 1698 - 1699 - 1700 - 1701    |
| Décennies en musique classique : 1660 - 1670 - 1680 - 1690 - 1700 - 1710 - 1720 |

## Événements
- 10 mai : Les Fêtes galantes, opéra-ballet de Henry Desmarest.
- Date probable de la création du premier pianoforte par Bartolomeo Cristofori.
- Marc-Antoine Charpentier est nommé maître de musique à la Sainte Chapelle.

## Œuvres
- Scherzi musicali, de Johannes Schenck.

## Naissances

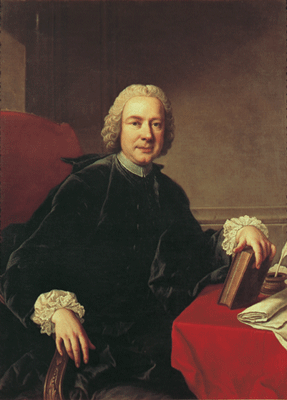
Pietro Metastasio

- 13 janvier : Pietro Metastasio, librettiste autrichien († 12 avril 1782).
- 21 août : Bartolomeo Giuseppe Antonio Guarneri dit « Guarnerius del Gesù », luthier italien († 17 novembre 1744).
- 21 septembre : François Francœur, compositeur français († 5 août 1787).
- 7 octobre : Henry Madin, compositeur français († 3 février 1748).
- 22 octobre : Nicola Bonifacio Logroscino, compositeur italien († entre le 30 novembre 1764 et le 12 janvier 1765).

Date indéterminée :
- Pietro Auletta, compositeur italien († 1771).
- Riccardo Broschi, compositeur italien († 1756).
- Célestin Harst, ecclésiastique, organiste et claveciniste alsacien († 1778).

## Décès
- 7 décembre : Andrea Guarneri, luthier italien (° 13 juin 1626).